# Jimmy Casper

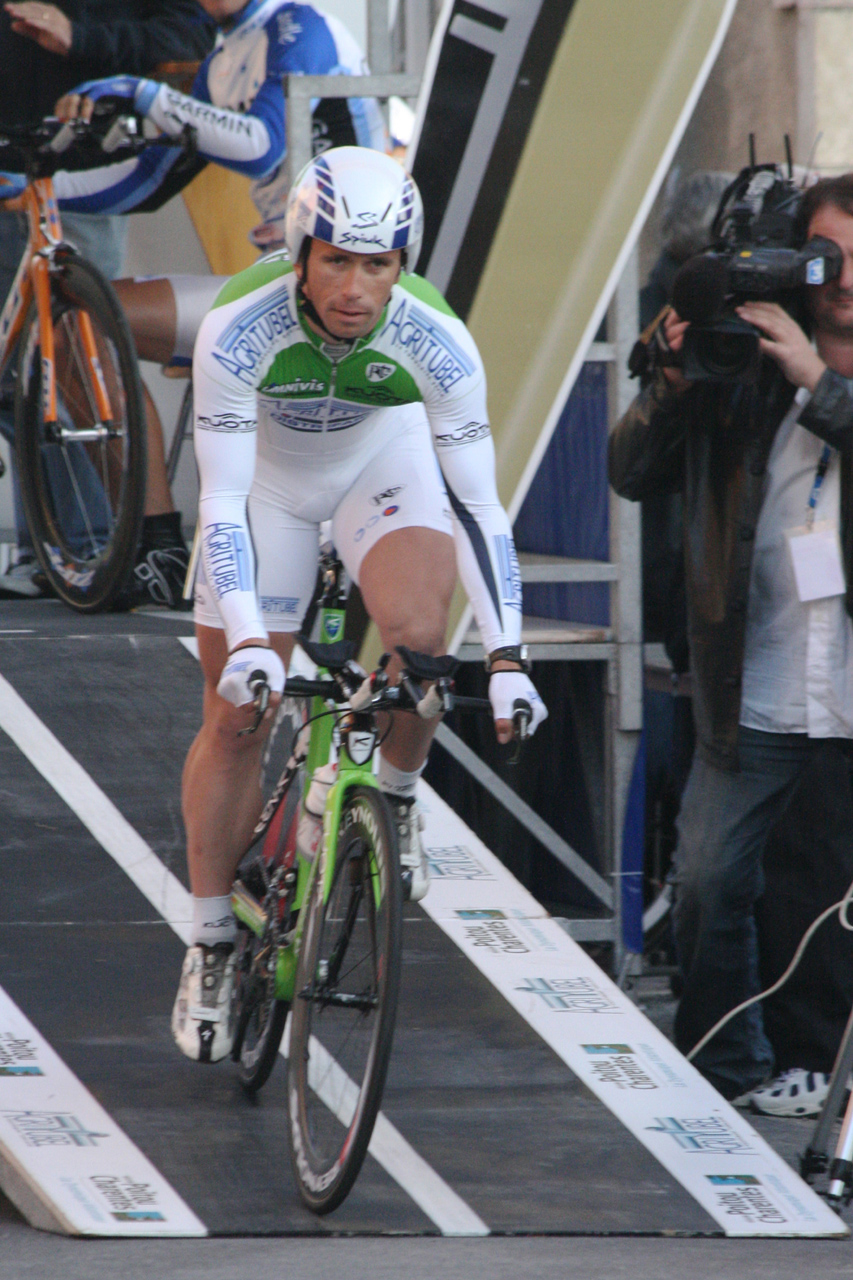
Jimmy Casper 2008.

Jimmy Casper, född 28 maj 1978 i Montdidier, är en fransk professionell tävlingscyklist. År 2007 cyklade han för Unibet.com Cycling Team, ett lag som upphörde efter den säsongen. Året därpå tävlade han för det franska stallet Agritubel efter att ha tackat nej till Cycle Collstrop, det vill säga Unibet.com Cycling Teams nya satsning. Inför säsongen 2009 blev han kontrakterad av det franska stallet Besson Chaussures-Sojasun.

## Karriär
Jimmy Casper debuterade 1998 i Française des Jeux, där han blev känd som en sprinter. 
En av de största segrarna i karriären togs när han vann den första etappen i Tour de France 2006. Han har dock kommit sist i tävlingens slutliga sammanställning två gånger.
Casper var med om en otäck olycka under endagsklassikern Gent-Wevelgem våren 2007 där han landade hårt på ansiktet. Men tidigare under säsongen hade han vunnit etapploppet Driedaagse van West-Vlaanderen. Casper vann också etapp 1 under tävlingen. Casper vann även Le Samyn framför Philippe Gilbert och Bastiaan Giling. 
Under säsongen 2008 vann Casper etapp 2 under Tour Méditerranéen och en etapp på Circuit de Lorraine. Efter att ha deltagit i Tour de France 2008 testades fransmannen positivt för glukokortikoider, som ges till astmatiker, efter etappen till Super Besse. Glukokortikoider är en förbjuden substans inom cykelsporten såvida användaren inte har rättigheter att använda den. Casper, som är astmatiker, hade tidigare fått uppskov att använda medicinen, men hade misslyckats med att få den förnyad inför Tour de France. Rättigheterna hade gått ut den 29 maj. Han blev avstängd från sitt stall Agritubel, men fick sedan komma tillbaka när utredningen var avklarad.

### Besson Chaussures-Sojasun
När säsongen 2009 startade var Casper medlem av cykelstallet Besson Chaussures-Sojasun. Även de tidigare stallkamraterna Cédric Coutouly och Benoît Sinner följde med Casper till det nya stallet. Redan i början av februari tog Casper säsongens första seger när han vann den första etappen av Étoile de Bessèges framför Sébastien Chavanel och Klaas Lodewyck. Han vann också etapp 2 av tävlingen framför landsmännen Romain Feillu och Alexandre Blain. 
I mars slutade Casper tvåa på etapp 2 av Les 3 Jours de Vaucluse bakom sin stallkamrat Jimmy Engoulvent. I slutet på mars vann han etapp 1 av Critérium International framför Jaŭhen Hutarovitj och Cyril Lemoine. I april vann Casper Paris-Camembert Lepetit. Han slutade tvåa på etapp 1 av Tour de Picardie bakom Lieuwe Westra från Nederländerna och slutade även tvåa på etapp 4 bakom fransmannen Yoann Offredo. 
I slutet av maj vann Casper etapp 2 av Tour de Gironde. I juni vann han etapp 1 av Ronde de l'Oise. Casper vann under säsongen även etapp 1 av Boucles de la Mayenne. På etapp 2 av Boucles de la Mayenne slutade fransmannen tvåa bakom Benoît Daeninck. Casper vann etapp 2 av Tour du Poitou Charentes et de la Vienne framför Jeremy Hunt och Guillaume Blot. Han vann även Châteauroux Classic de l'Indre Trophée Fenioux framför Romain Feillu och Anthony Ravard.
Casper slutade på tredje plats på etapp 2 av Circuit Franco-Belge bakom Tyler Farrar och Aljaksandr Usaŭ. När säsongen var över stod det klart att fransmannen slutat på tredje plats på UCI Europe Tour bakom Giovanni Visconti och Kenny van Hummel.

## Stall
- Française des Jeux 1998–2003
- Cofidis 2004–2006
- Unibet.com Cycling Team 2007
- Agritubel 2008
- Besson Chaussures-Sojasun 2009–2011
- Ag2r-La Mondiale 2012–